# El fuego de la noche
El fuego de la noche es el álbum debut del grupo de rock mexicano La Barranca. Salió a la venta cuando José Manuel Aguilera y Federico Fong se convirtieron en personajes en la escena roquera mexicana, debido a que Saúl Hernández los invitó a formar parte de Jaguares durante el tiempo de El equilibrio de los jaguares, editado también en 1996. De cualquier modo, El fuego de la noche “nació en Guadalajara, Jalisco durante la Semana Santa de 1995” y la dupla Aguilera/Fong comenzó a crear su propio proyecto como consecuencia de haber participado en la gira de el nervio del volcán de Caifanes; Aguilera fue un invitado para la gira, mientras que Fong participó en el álbum desde la grabación. La inclusión de Alfonso André en La Barranca es también consecuencia de los años en que el trío participó con Caifanes y Jaguares.
La participación de Aguilera, Fong y André en Jaguares ayudó a colocar a La Barranca rápidamente en MTV Latino  y en estaciones de radio como Radioactivo 98.5, donde se presentó como sencillo El alacrán. La amplia difusión de la banda fue primordial para que rápidamente se le reconociera como un ente autónomo, con estilo e intereses propios. El fuego de la noche fue muy bien recibido por la crítica e incluso ha sido calificado como uno de los 50 mejores discos del rock latino por las revistas LBE y La Mosca.

## Lista de canciones
| Primera edición |                                                          |                               |          |  |
| N.º             | Título                                                   | Escritor(es)                  | Duración |  |
| 1.              | «Reptil»                                                 | José Manuel Aguilera          | 3:56     |  |
| 2.              | «Akumal»                                                 | José Manuel Aguilera          | 4:00     |  |
| 3.              | «Esa madrugada»                                          | José Manuel Aguilera          | 4:08     |  |
| 4.              | «El alacrán»                                             | José Manuel Aguilera          | 4:22     |  |
| 5.              | «Elixir de la vida»                                      | José Manuel Aguilera          | 3:28     |  |
| 6.              | «Don Julio»                                              | José Manuel Aguilera          | 2:04     |  |
| 7.              | «El síndrome»                                            | José Manuel Aguilera          | 3:59     |  |
| 8.              | «Quémate lento»                                          | José Manuel Aguilera          | 4:36     |  |
| 9.              | «La barranca»                                            | José Manuel Aguilera          | 4:34     |  |
| 10.             | «El mezcal»                                              | José Manuel Aguilera          | 2:05     |  |
| 11.             | «El cometa»                                              | José Manuel Aguilera          | 5:01     |  |
| 12.             | «Ruinas»                                                 | José Manuel Aguilera          | 4:38     |  |
| 13.             | «Cerca del fuego» (Incluye Huitzilac como pista oculta.) | Aguilera, Fong, Alfonso André | 2:24     |  |
| 14.             | «Huitzilac» (Pista adicional en reediciones)             | Aguilera, Fong, André.        | 1:36     |  |
| 15.             | «Chan Chan» (Pista adicional en reediciones)             | Compay Segundo                | 4:00     |  |
| 54:51           |                                                          |                               |          |  |

La versión de Chan Chan fue publicada por primera vez en el EP Día negro y posteriormente se agregó a las reediciones de El fuego de la noche.

## Músicos

### La Barranca
- José Manuel Aguilera – guitarras acústica y eléctrica, voz, máquina rítmica, congas virtuales, percusiones eléctricas, y pianola.
- Federico Fong – bajo eléctrico, bajo sin trastes, chapman stick, percusiones, guitarra, ruidos.
- Alfonso André[nota 2] – batería, tambor maya, tambor yembé, timbales, percusiones y coros.

### Músicos invitados
- Cecilia Toussaint – coros
- BPCJS – voces y coros

- Jorge "Cox" Gaytán – violonchelo, violín.
- Vico Gutiérrez – piano, piano eléctrico.
- Chuyín Barrera – bongos, güiro, tambor tarahumara, congas, sacudidor, percusiones.
- Diego Maroto – saxo tenor.
- Nacho Maldonado – saxo barítono.
- Geraldo Velasco – trompeta.
- Concepción – risa.[4]
- Alfonso Andre – percusiones, batería y caja de ritmos.

## Créditos
- Arreglos y producción: La Barranca.
- Grabado por Tuti Perales en Oigo Estudios, Zapopan.
- Voces grabadas por Luis Cortez y Luis Gil en El Cuarto de Máquinas y El Sótano, Ciudad de México
- Mezclado por Mike Harris en Signature Sound, San Diego, Estados Unidos, excepto «Don Julio» y «Cerca del fuego», por Matt Leland.
- Masterizado por Wally Trougott en Tower Mastering, Los Ángeles, Estados Unidos.
- Diseño gráfico: Gabriela Rodríguez y Pedro Corkidi.
- Imágenes: Joel Rendón.
- Fotos: Fernando Aceves.[4]